# چپیلین-کولونگا
چپیلین-کولونگا (به لهستانی:  Czepielin-Kolonia) یک روستا در لهستان است که در گمینا مورده واقع شده‌است.